# Pridgeonia insignis
Pridgeonia insignis – gatunek roślin z monotypowego rodzaju Pridgeonia z rodziny storczykowatych (Orchidaceae). Gatunek jest endemitem Ekwadoru w Ameryce Południowej.

## Systematyka
Gatunek sklasyfikowany do podplemienia Zygopetalinae w plemieniu Cymbidieae, podrodzina epidendronowe (Epidendroideae), rodzina storczykowate (Orchidaceae), rząd szparagowce (Asparagales) w obrębie roślin jednoliściennych.